# Grażyna Miller
Grazyna Miller (Jedwabne, 29 de janeiro de 1957 – 17 de agosto de 2009) foi uma poetisa e tradutora polonesa, que morou na Itália, onde escreveu poemas e traduziu as publicações do polonês para o italiano. Ela também foi uma crítica literária cujo trabalho foi publicado pelos mais prestigiados meios de imprensa italianos. A sua realização mais notável foi a tradução do "Tríptico Romano. Meditações" (Tryptyk Rzymski. Medytacje) do Papa João Paulo II. Este livro foi publicado pela Libreria Editrice Vaticana e, em 6 de março de 2003, apresentado pelo então cardeal Joseph Ratzinger.

## Trabalhos
- "Curriculum" (1988)
- "Sull'onda del respiro" ("On the Wave of Breath") (2000)
- "Alibi di una farfalla" ("Alibi of a Butterfly") (2002)